# Lipki Wielkie (stacja kolejowa)
Lipki Wielkie – nieczynna stacja kolejowa w Lipkach Wielkich, w województwie lubuskim, w Polsce.